# Dilated Peoples
Dilated Peoples es un grupo de rap procedente de Los Ángeles (California, Estados Unidos) que ha obtenido gran fama dentro de la comunidad underground, y son uno de los grupos más respetados tanto por los críticos como por el público. 
El grupo cuenta en sus filas con DJ Babu de la DJ crew Beat Junkies (uno de los productores de rap más reconocidos del momento, con producciones afiladas y certeras, llenas de aromas de jazz y funk). No solo eso, sino que productores de la reputación de DJ Premier, Juju o DJ Revolution han aportado bases al grupo. Evidence y Rakaa se juntaron en 1992 para publicar Third Degree y Work the Angles, ganándose la crítica del público. Pronto firmaron con su actual sello a día de hoy, Capitol Records y sacaron a la luz The Platform (2000), con una carga crítica importante. En general, sus letras tratan tanto aspectos sociales comprometidos como del panorama político estadounidense. Expresivos, éticos y emocionales como ellos solos. 
El segundo álbum, Expansion Team (2001) contiene exitazos como "Worst Comes To Worst" (que utiliza el sample vocal del "Survival Of The Fittest" de Mobb Deep y también de "I Forgot To Be Your Lover" de William Bell) producido por uno de los grandes, The Alchemist. 
Su tercer álbum, Neighborhood Watch, salió a la venta 3 años después de su último trabajo, y debutó con el #55 en la lista de Billboard 200 Albums. Kanye West produce el mayor hit del álbum, "This Way", además de colaborar, no solo en ese, sino también en el sencillo "Who's Who?", que fue incluida en la banda sonora de los videojuegos Need for Speed: Underground y SSX 3, alcanzando el #35 en la lista de sencillos del Reino Unido. Back Again fue incluido en la banda sonora del videojuego Fight Night: Round 3 en el 2005. Su último álbum, 20/20, fue publicado en 2006, y cuenta con colaboraciones de Talib Kweli o el gran cantante de reggae Capleton.
Dilated Peoples siempre se ha caracterizado, entre otras cosas, por mostrar en voz alta su respeto absoluto por el pasado, por la vieja escuela, tratando de mantener ese espíritu.

## Discografía

### Álbumes
- The Platform (2000)
- Expansion Team (2001)
- Neighborhood Watch (2004)
- 20/20 (2006)
- The Release Party (2007)
- Directors of Photography (2014)

### Sencillos
- "Third Degree" (1997)
- "Work the Angles" (1998)
- "The Platform" (2000)
- "Rework the Angles" (2000)
- "Marathon" (2003)
- "Bullet Train" (2003)
- "This Way" feat. Kanye West (2004)
- "Worst Come to Worst" (2004)
- "Back Again" ft B-real(2006)
- "You Can't Hide, You Can't Run(2006)